# Midnights
Midnights là album phòng thu thứ mười của ca sĩ kiêm sáng tác âm nhạc người Mỹ Taylor Swift được phát hành vào ngày 21 tháng 10 năm 2022, thông qua Republic Records. Album này trở thành cột mốc đánh dấu tác phẩm mới đầu tiên của cô kể từ album phòng thu thứ chín, Evermore (2020). Swift đã công bố album tại Giải thưởng Video âm nhạc của MTV 2022 vào ngày 28 tháng 8, đồng thời cho phép người nghe được đặt hàng trước trên trang web chính thức của nữ ca sĩ vào ngày hôm sau. Lấy cảm hứng từ những suy nghĩ của cô trong "13 đêm không ngủ", Midnights đã được Swift miêu tả như một tuyển tập các tác phẩm gói gọn những "hành trình vượt qua nỗi kinh hoàng và những giấc mơ ngọt ngào" nằm rải rác trong suốt cuộc đời của cô.
Đánh dấu sự thay đổi rõ rệt so với phong cách synth-pop của các album nhạc pop trước đây của Swift, "Midnights" kết hợp nhạc chill-out với các yếu tố của electropop, dream pop và bedroom pop. Các bài hát được đặc trưng bởi âm groove tinh tế, đàn synthesizer cổ điển, máy đánh trống và nhịp điệu hip hop/R&B.
Ảnh minh họa của album kết hợp danh sách bài hát trong bìa trước của nó. Swift đã công bố tên các ca khúc thông qua một loạt video TikTok có tên là Midnights Mayhem with Me, diễn ra từ ngày 21 tháng 9 đến ngày 7 tháng 10 năm 2022,vào các ngày thứ hai,thứ tư và thứ sáu mỗi tuần. 6 tập cuối của chương trình được chiếu vào thứ năm ngày 6 tháng 10 năm 2022 (1 tập) và thứ sáu ngày 7 tháng 10 năm 2022 (5 tập). Cộng tác lâu năm của cô, Jack Antonoff đã được xác nhận là nhà sản xuất của Midnights. Ca khúc thứ tư, "Snow on the Beach", có sự góp mặt của ca sĩ và nghệ sĩ sáng tác nhạc người Mỹ Lana Del Rey.
Album và bài hát của nó nhận sáu đề cử ở Giải Grammy lần thứ 66 năm 2024, thắng giải Album của năm và Album giọng pop xuất sắc nhất. Để hỗ trợ cho Midnights và các album khác của cô, Swift tổ chức chuyến lưu diễn The Eras Tour (2023–2024).

## Bối cảnh ra mắt
Chúng ta nằm trằn trọc trong tình yêu và nỗi sợ hãi, trong hỗn loạn cuộc đời và trong giàn giụa nước mắt. Chúng ta say xỉn và uống cho đến khi những bức tường trước mặt bắt đầu trò chuyện với ta. Chúng ta vùng vẫy trong những ràng buộc mà ta tự dựng lên và cầu nguyện rằng - ngay giây  phút này - chúng ta sẽ không mắc phải những sai lầm định mệnh làm thay đổi cuộc đời.
Đây là một tuyển tập bài hát được viết vào nửa đêm, một cuộc hành trình vượt qua những nỗi kinh hoàng và những giấc mơ ngọt ngào. Những khi ta đi vòng quanh và lẫn quẩn, những con quỷ mà chúng ta phải đối mặt.  Chúng ta, những người đã từng trăn trở vì giấc ngủ và quyết định giữ cho những chiếc đèn lồng được thắp sáng để đi tìm kiếm, để hy vọng, rằng chỉ khi đồng hồ điểm mười hai giờ... chúng ta sẽ tìm được chính mình.
Midnights, những câu chuyện về 13 đêm mất ngủ trong suốt cuộc đời tôi, sẽ ra mắt vào ngày 21/10/2022.

Hãy gặp tôi lúc nửa đêm— Taylor Swift chia sẻ trên mạng xã hội, Instagram

Sau sự kiện tranh chấp về việc bán bản chính của sáu album phòng thu đầu tiên của cô, ca sĩ kiêm nhạc sĩ người Mỹ Taylor Swift đã công bố kế hoạch thu âm lại những album này, phát hành hai album đầu tiên, Fearless (Taylor's Version) và Red (Taylor's Version), vào năm 2021. Sau đó, Taylor Swift đã cho phát hành một đoạn phim ngắn do chính cô viết kịch bản và đạo diễn, cho phiên bản gốc dài 10 phút của bài hát "All Too Well" năm 2012 của cô.
Phim ngắn này đã giành được năm đề cử tại giải Video âm nhạc của MTV năm 2022, trong đó chính Swift đã chiến thắng ba trong số đó. Trong bài phát biểu nhận giải Video của năm, cô đã bất ngờ công bố một album phòng thu mới dự kiến sẽ phát hành vào ngày 21 tháng 10 năm 2022. Ngay sau khi tiết lộ, trang web chính thức của Swift đã được cập nhật với đồng hồ đếm ngược và một cụm từ có nội dung "Meet me at midnight". Các phương tiện truyền thông xã hội của cô cũng được cập nhật với cụm từ này. Trang web của cô ấy sau đó đã bị sập do người hâm mộ đổ xô vào trang web. Nửa đêm hôm đó, Swift công bố tên album phòng thu thứ mười của cô là Midnights và đăng ảnh bìa trên trang web và trên tất cả các tài khoản mạng xã hội của cô. Ảnh bìa album miêu tả Swift đang đánh một chiếc bật lửa và có danh sách mười ba bản nhạc. Bìa album cũng cho thấy các bản nhạc được chia thành hai phần: mặt A và B. Taylor Swift mô tả album là "những câu chuyện về 13 đêm không ngủ rải rác trong cuộc đời tôi". Album cũng đã có sẵn để đặt mua trước (bản vật lý) và đặt hàng trước (bản kỹ thuật số) trên trang web chính thức của nữ ca sĩ. Một số trang báo, trang mạng xã hội truyền thông suy đoán rằng bộ trang phục của Swift cho bữa tiệc hậu VMAs là một gợi ý cho mọi người về tính thẩm mỹ của album.
Vào ngày 1 tháng 9, Swift bất ngờ tiết lộ thêm 3 phiên bản giới hạn của Midnights trên trang web chính thức với ba màu sắc khác nhau bao gồm: Jade Green, Blood Moon và Mahogany (bản CD và đĩa than). Cả ba phiên bản đều có sẵn để đặt trước nhưng chỉ kéo dài trong 1 tuần, bắt đầu từ ngày 1 tháng 9 đến cuối ngày 7 tháng 9 theo giờ Bắc Mỹ. Sau đó, Swift tiếp tục cho ra mắt phiên bản cao cấp (Deluxe) phát hành bởi Target với phiên bản màu tím Lavender cho bản CD và đĩa than, khi đó album có thêm 3 bài hát bổ sung bao gồm 1 bài hát mới và 2 bài hát remix. Đây là phiên bản Target đầu tiên kể từ album 1989. Hiện tại Swift đã mở bán lại 3 phiên bản đặc biệt kèm thêm chân đỡ để tạo thành đồng hồ cho mỗi bản CD và đĩa than. Swift tiết lộ rằng điểm đặc biệt của album lần này khi quay mặt sau của 4 phiên bản sẽ tạo thành 1 chiếc đồng hồ hoàn chỉnh.
Nhưng vào ngày 6 tháng 10 thì danh sách bài hát của cô đã bị leak trên nền tảng Twitter.
Đúng 12h tối ngày 21 tháng 10 năm 2022, Midnights đã được phát hành trên các nền tảng nhạc số

## Quảng bá

### Loạt chương trình "Midnight Mayhem With Me"
Để tiếp thị và quảng bá các bài hát trong album mới, Swift đã thực hiện một chương trình gọi là "Midnight Mayhem With Me" trên nền tảng TikTok, bao gồm 13 tập tương ứng 13 bài hát trong album.

### Quảng bá lời bài hát trên các biển quảng cáo

#### Tại quốc tế
Trước ngày phát hành, Swift đã tiết lộ lời bài hát của một số bài hát như Anti-hero, Bejeweled

### Chuyến lưu diễn "The Eras Tour"
Vào ngày 1 tháng 11 năm 2022, Swift tiết lộ trên Good Morning America và mạng xã hội về chuyến lưu diễn thứ sáu của cô, Eras Tour. Cô ấy mô tả chuyến lưu diễn là "một cuộc hành trình xuyên qua các thời đại âm nhạc trong sự nghiệp". Ngày cho chặng Mỹ đã được tiết lộ, trong khi ngày quốc tế đang chờ xử lý.  The Eras Tour ghi nhận nhu cầu mua vé cao ngất ngưởng.  Vào ngày 15 tháng 11, vé được rao bán trên trang web của Ticketmaster, trang web này đã bị sập ngay lập tức, khiến việc bán trước bị tạm dừng.  Việc bán công khai sau đó đã bị hủy bỏ do hàng tồn kho "không đủ" để đáp ứng nhu cầu. Tuy nhiên, Eras Tour đã bán được hơn hai triệu vé chỉ trong ngày đầu tiên mở bán trước, phá kỷ lục mọi thời đại về số lượng vé buổi hòa nhạc được bán nhiều nhất của một nghệ sĩ trong một ngày.  Tuy nhiên, Ticketmaster đã bị chỉ trích rộng rãi bởi người hâm mộ, khách hàng, các nhóm người tiêu dùng và các nhà lập pháp Hoa Kỳ vì một dịch vụ bán vé thiếu sót và gian dối.  Một nhóm người hâm mộ đã kiện Ticketmaster về tội "cố ý gian dối", gian lận, ấn định giá và vi phạm chống độc quyền, vào tháng 12 năm 2022.  Billboard báo cáo rằng Eras Tour đã thu về ước tính 554 triệu USD, vượt qua Sticky & Sweet Tour của Madonna (2008-09) trở thành chuyến lưu diễn có doanh thu cao nhất mọi thời đại của một nữ nghệ sĩ,dự đoán đưa cô trở thành nữ tỉ phú đầu tiên hoàn toàn kiếm tiền từ âm nhạc.

## Danh sách bài hát
| Midnights – Bản tiêu chuẩn | Midnights – Bản tiêu chuẩn                  | Midnights – Bản tiêu chuẩn                                              | Midnights – Bản tiêu chuẩn                       | Midnights – Bản tiêu chuẩn |
| STT                        | Nhan đề                                     | Sáng tác                                                                | Sản xuất                                         | Thời lượng                 |
| -------------------------- | ------------------------------------------- | ----------------------------------------------------------------------- | ------------------------------------------------ | -------------------------- |
| 1.                         | "Lavender Haze"                             | Taylor Swift Jack Antonoff Zoë Kravitz Mark Spears Jahaan Sweet Sam Dew | Swift Antonoff Sounwave Sweet Braxton Cook       | 3:22                       |
| 2.                         | "Maroon"                                    | Swift Antonoff                                                          | Swift Antonoff                                   | 3:38                       |
| 3.                         | "Anti-Hero"                                 | Swift Antonoff                                                          | Swift Antonoff                                   | 3:20                       |
| 4.                         | "Snow on the Beach" (cùng với Lana Del Rey) | Swift Del Rey Antonoff                                                  | Swift Antonoff                                   | 4:16                       |
| 5.                         | "You're on Your Own, Kid"                   | Swift Antonoff                                                          | Swift Antonoff                                   | 3:14                       |
| 6.                         | "Midnight Rain"                             | Swift Antonoff                                                          | Swift Antonoff                                   | 2:54                       |
| 7.                         | "Question...?"                              | Swift Antonoff                                                          | Swift Antonoff                                   | 3:30                       |
| 8.                         | "Vigilante Shit"                            | Swift                                                                   | Swift Antonoff                                   | 2:44                       |
| 9.                         | "Bejeweled"                                 | Swift Antonoff                                                          | Swift Antonoff                                   | 3:14                       |
| 10.                        | "Labyrinth"                                 | Swift Antonoff                                                          | Swift Antonoff                                   | 4:07                       |
| 11.                        | "Karma"                                     | Swift Antonoff Spears Sweet Keanu Torres                                | Swift Antonoff Sounwave Keanu Beats Braxton Cook | 3:24                       |
| 12.                        | "Sweet Nothing"                             | Swift William Bowery                                                    | Swift Antonoff                                   | 3:08                       |
| 13.                        | "Mastermind"                                | Swift Antonoff                                                          | Swift Antonoff                                   | 3:11                       |
| Tổng thời lượng:           | Tổng thời lượng:                            | Tổng thời lượng:                                                        | Tổng thời lượng:                                 | 44:02                      |

| Midnights –Bản 3am | Midnights –Bản 3am                 | Midnights –Bản 3am        | Midnights –Bản 3am      | Midnights –Bản 3am |
| STT                | Nhan đề                            | Sáng tác                  | {{{extra_column}}}      | Thời lượng         |
| ------------------ | ---------------------------------- | ------------------------- | ----------------------- | ------------------ |
| 14.                | "The Great War" ()                 | Swift Dessner             | Swift Dessner           | 4:00               |
| 15.                | "Bigger Than the Whole Sky"        |                           |                         | 3:38               |
| 16.                | "Paris"                            |                           |                         | 3:16               |
| 17.                | "High Infidelity" ()               | Swift Dessner             | Swift Dessner           | 3:51               |
| 18.                | "Glitch" ()                        | Swift Antonoff Spears Dew | Swift Antonoff Sounwave | 2:28               |
| 19.                | "Would've, Could've, Should've" () | Swift Dessner             | Swift Dessner           | 4:20               |
| 20.                | "Dear Reader"                      |                           |                         | 3:45               |
| Tổng thời lượng:   | Tổng thời lượng:                   | Tổng thời lượng:          | Tổng thời lượng:        | 1:09:20            |

| Midnights – Bản Target | Midnights – Bản Target                      | Midnights – Bản Target | Midnights – Bản Target |
| STT                    | Nhan đề                                     | Sáng tác               | Thời lượng             |
| ---------------------- | ------------------------------------------- | ---------------------- | ---------------------- |
| 14.                    | "Hit Differents"                            | Swift Antonoff Dessner | 3:54                   |
| 15.                    | "You're on Your Own, Kid" ((Strings Remix)) |                        | 3:20                   |
| 16.                    | "Sweet Nothing" ((Piano Remix))             | Swift Bowery           | 3:28                   |
| Tổng thời lượng:       | Tổng thời lượng:                            | Tổng thời lượng:       | 54:50                  |

## Bảng xếp hạng

### Bảng xếp hạng hàng tuần
| Bảng xếp hạng (2022–2023)                | Vị trí cao nhất |
| ---------------------------------------- | --------------- |
| Argentine Albums (CAPIF)                 | 1               |
| Album Úc (ARIA)                          | 1               |
| Album Áo (Ö3 Austria)                    | 1               |
| Album Bỉ (Ultratop Vlaanderen)           | 1               |
| Album Bỉ (Ultratop Wallonie)             | 1               |
| Album Canada (Billboard)                 | 1               |
| Croatian International Albums (HDU)      | 2               |
| Album Cộng hòa Séc (ČNS IFPI)            | 1               |
| Album Đan Mạch (Hitlisten)               | 1               |
| Album Hà Lan (Album Top 100)             | 1               |
| Album Phần Lan (Suomen virallinen lista) | 1               |
| Album Pháp (SNEP)                        | 1               |
| Album Đức (Offizielle Top 100)           | 1               |
| Greek Albums (IFPI)                      | 1               |
| Album Hungaria (MAHASZ)                  | 4               |
| Icelandic Albums (Plötutíðindi)          | 1               |
| Album Ireland (OCC)                      | 1               |
| Album Ý (FIMI)                           | 1               |
| Album Nhật Bản (Oricon)                  | 7               |
| Japanese Combined Albums (Oricon)        | 7               |
| Japanese Hot Albums (Billboard Japan)    | 8               |
| Lithuanian Albums (AGATA)                | 1               |
| Album New Zealand (RMNZ)                 | 1               |
| Album Na Uy (VG-lista)                   | 1               |
| Album Ba Lan (ZPAV)                      | 4               |
| Album Bồ Đào Nha (AFP)                   | 1               |
| Album Scotland (OCC)                     | 1               |
| Slovak Albums (ČNS IFPI)                 | 1               |
| South Korean Albums (Circle)             | 81              |
| Album Tây Ban Nha (PROMUSICAE)           | 1               |
| Album Thụy Điển (Sverigetopplistan)      | 1               |
| Album Thụy Sĩ (Schweizer Hitparade)      | 1               |
| Album Anh Quốc (OCC)                     | 1               |
| Album Hoa Kỳ Billboard 200               | 1               |